# Wiegen (Kochen)

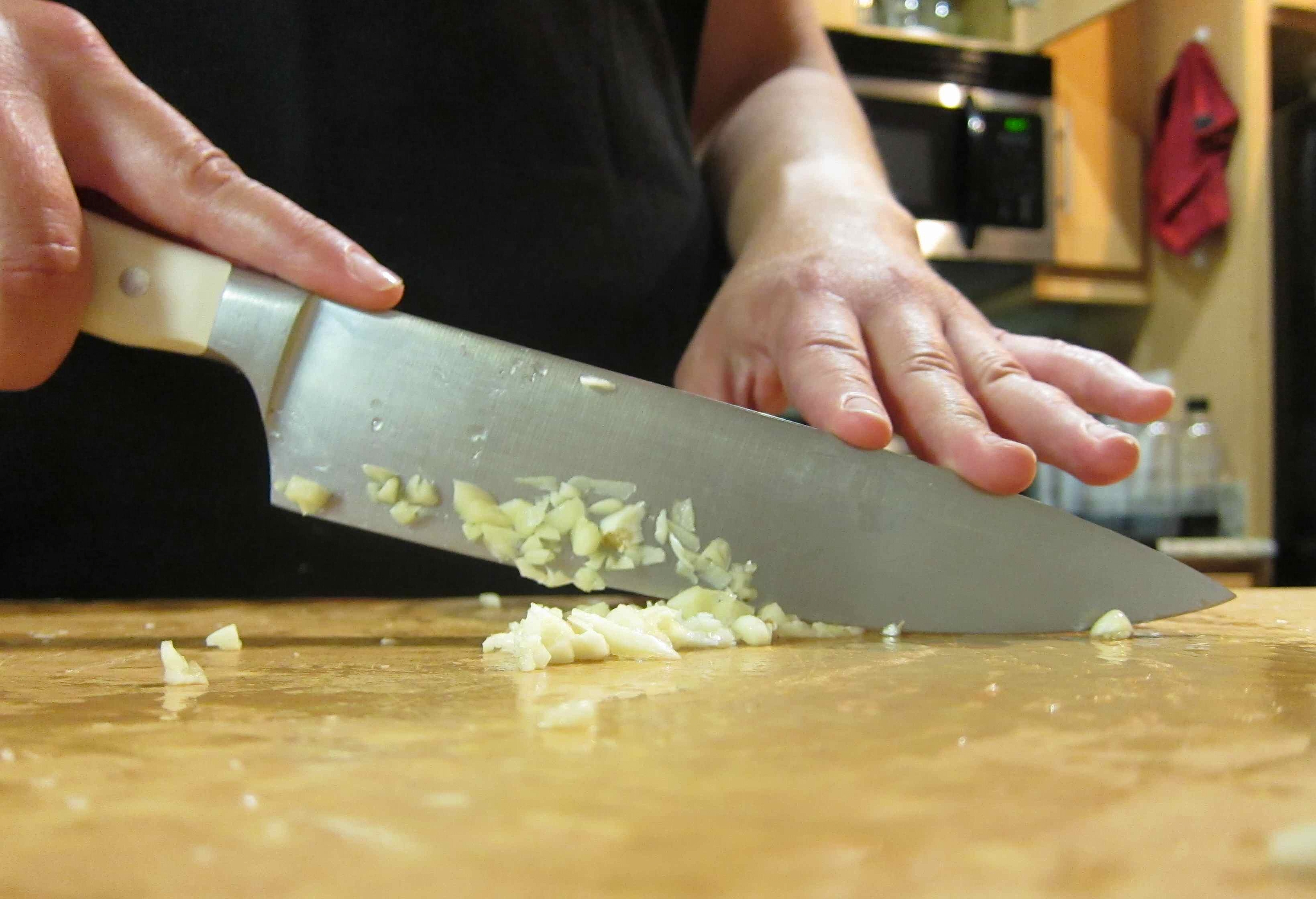
Feines Zerkleinern (Wiegen) von Knoblauchzehen durch ein als Wiegemesser eingesetztes Kochmesser

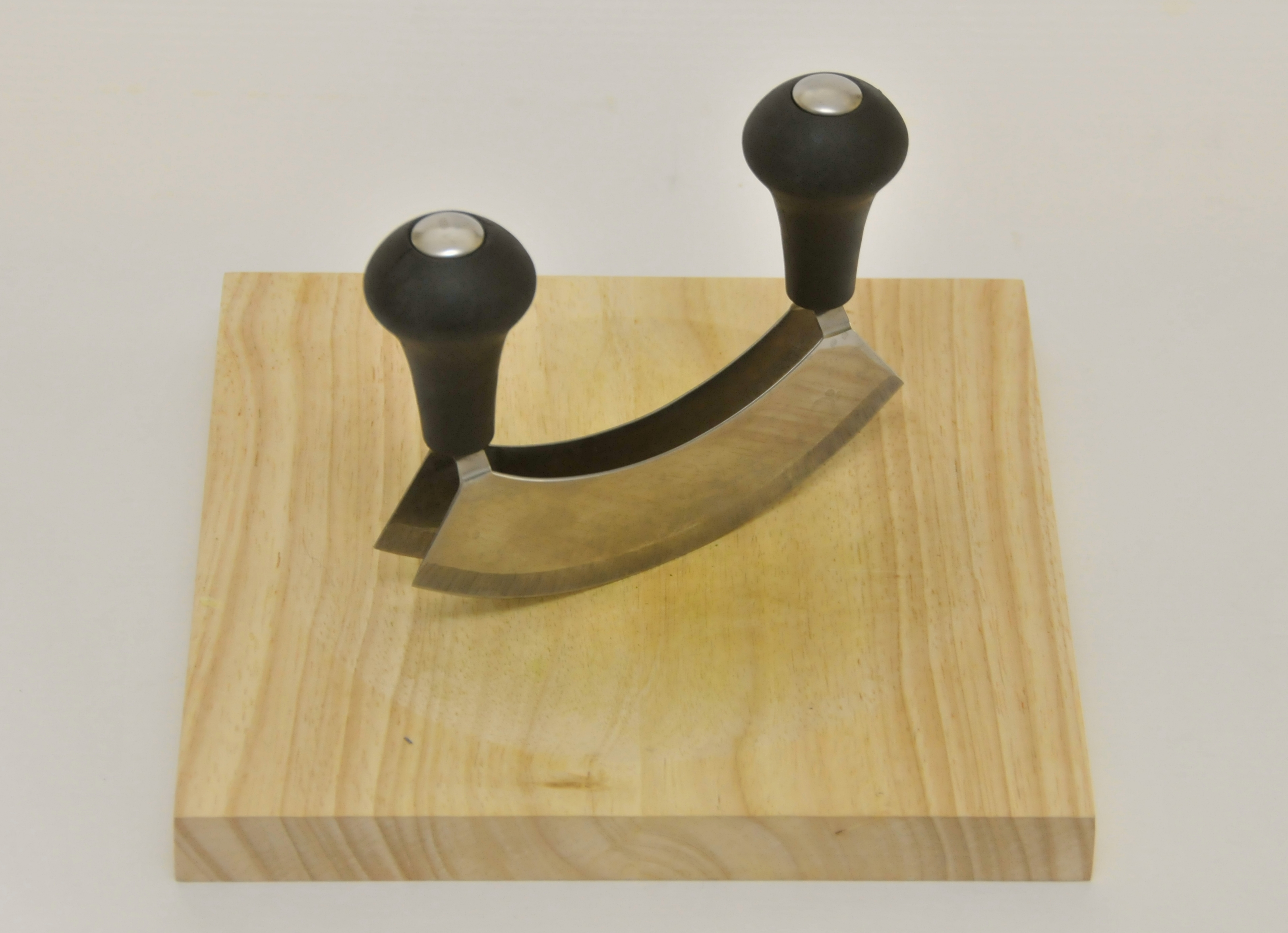
Wiegemesser

Als Wiegen bezeichnet man ein Vorbereitungsverfahren in der Lebensmittelherstellung. Es ist nicht zu verwechseln mit dem Vorgang der Messung zur Bestimmung einer Masse mittels einer Waage.
Beim Wiegen teilt man Lebensmittel durch feines Zerkleinern mittels einer Kombination aus Schneid- und Keilwirkung. Typisch ist der Einsatz von Wiegemessern bei der Zerkleinerung von frischen Kräutern und teils auch von Gemüse wie zum Beispiel Zwiebeln und Knoblauchzehen. Beim Wiegen hält immer ein Punkt des Messers Kontakt zur Schneidunterlage, was durch Herunterdrücken des vorderen Messerbereichs mit der „freien Hand“ erreicht wird, und die durch die wiegeförmige Hin- und Herbewegung des Messers (durch entsprechenden Einsatz der „Arbeitshand“) wandernde Stelle des Kontakts zerschneidet und zerdrückt die Kräuter bzw. das Gemüse. In der Küchenpraxis erfolgt das Wiegen, wenn nicht mit einem speziellen Wiegemesser, meistens mit einem Kochmesser mit gebogener Schneidklinge.
Das feine Zerkleinern von Kräutern und Gemüse wird oft auch als Hacken bezeichnet, wobei es sich jedoch in den meisten Fällen um Zerkleinerungsvorgänge durch die wiegeförmige Einwirkung eines Wiegemessers bzw. eines als Wiegemesser eingesetzten Kochmessers handelt, und nicht etwa um Schlagvorgänge mit einem Hackmesser oder ähnlich. Die Übergänge sind teils fließend.